# Centrale elettronucleare Trino 2
La centrale elettronucleare Trino 2 doveva essere la seconda centrale nucleare del comune di Trino (più precisamente nella frazione di Leri Cavour, alcuni chilometri a nord-ovest della centrale nucleare Enrico Fermi), la prima in Italia basata sull'allora nascente "Progetto Unificato Nucleare" e avente due reattori PWR da 950 MW di potenza elettrica netta ciascuno a uranio a medio arricchimento.
La sua costruzione da parte di Ansaldo Impianti S.p.A. era stata richiesta da Enel S.p.A..
Per questa installazione era stato solo approvato il progetto esecutivo e individuata e predisposta l'area quando, a seguito del referendum del 1987, la costruzione fu bloccata.
La stessa area fu successivamente impiegata per la realizzazione dell'impianto a ciclo combinato di gas naturale e vapore da 700 MW di potenza elettrica della centrale termoelettrica Galileo Ferraris.